# 西五辻家
西五辻家（にしいつつじけ）は、宇多源氏五辻家庶流にあたる華族の男爵家。いわゆる「奈良華族」の一つ。

## 歴史
五辻高仲の次男西五辻文仲は幼少期に興福寺に入れられ明王院住職となっていたが、維新の際に勅命により復飾し、堂上格を与えられて一家を起こし西五辻を家号とした。その後華族に列し、明治17年（1884年）7月7日の華族令施行で華族が五爵制になると、翌8日に男爵に叙された。
文仲は宮内省官僚として勤務する一方、貴族院の男爵議員に当選して務めた。その子光仲の代に西五辻男爵家の住居は兵庫県武庫郡本庄村深江字西休家にあった。